# Paul Chomnycky
Paul Patrick Chomnycky, O.S.B.M. (Vancouver, Columbia Británica, 19 de mayo de 1954) es un prelado greco-católico ucraniano canadiense. Desde 2006 se desempeña como eparca de Stamford de los Ucranianos.

## Biografía
Chomnycky es hijo de un padre inmigrante ucraniano y una madre canadiense, ambos fallecidos en 1996. Se graduó de la Universidad de Columbia Británica con una licenciatura en Comercio en 1980. Después de trabajar como contador durante dos años, ingresó al noviciado de la Orden de San Basilio Magno, trabajando en el monasterio basiliano en Nueva York.
El 1 de octubre de 1988 fue ordenado sacerdote de la Orden de San Basilio Magno. Luego continuó sus estudios de Filosofía en el Pontificio Ateneo de San Anselmo y en la Pontifica Universidad Gregoriana de Roma, obteniendo la Licenciatura en Sagrada Teología en 1990.
A su regreso a Canadá, sirvió brevemente como párroco asistente en la iglesia de San Pedro y San Pablo en Mundare, y en la de San Basilio, en Edmonton. Finalmente, regresó a ambas parroquias como párroco en 1997 y 2000 y también sirvió como párroco de la iglesia de Santa María en Vancouver de 1994 a 1997. Durante su mandato como párroco en la iglesia de San Basilio en Edmonton y en la de San Pablo en Mundare, también fue superior del monasterio basiliano local.
Chomnycky también fue director del museo de los Padres Basilianos en Mundare, miembro del Consejo Provincial de los Padres Basilianos de Canadá y miembro del colegio de consultores de la Eparquía de Edmonton. El Papa Juan Pablo II lo nombró exarca de los católicos ucranianos en Gran Bretaña el 5 de abril de 2002 y consagrado obispo el 11 de junio de 2002 por el cardenal Lubomyr Husar.
El 3 de enero de 2006, el Papa Benedicto XVI lo nombró Eparca de Stamford.